# دهکده چوبین نیشابور

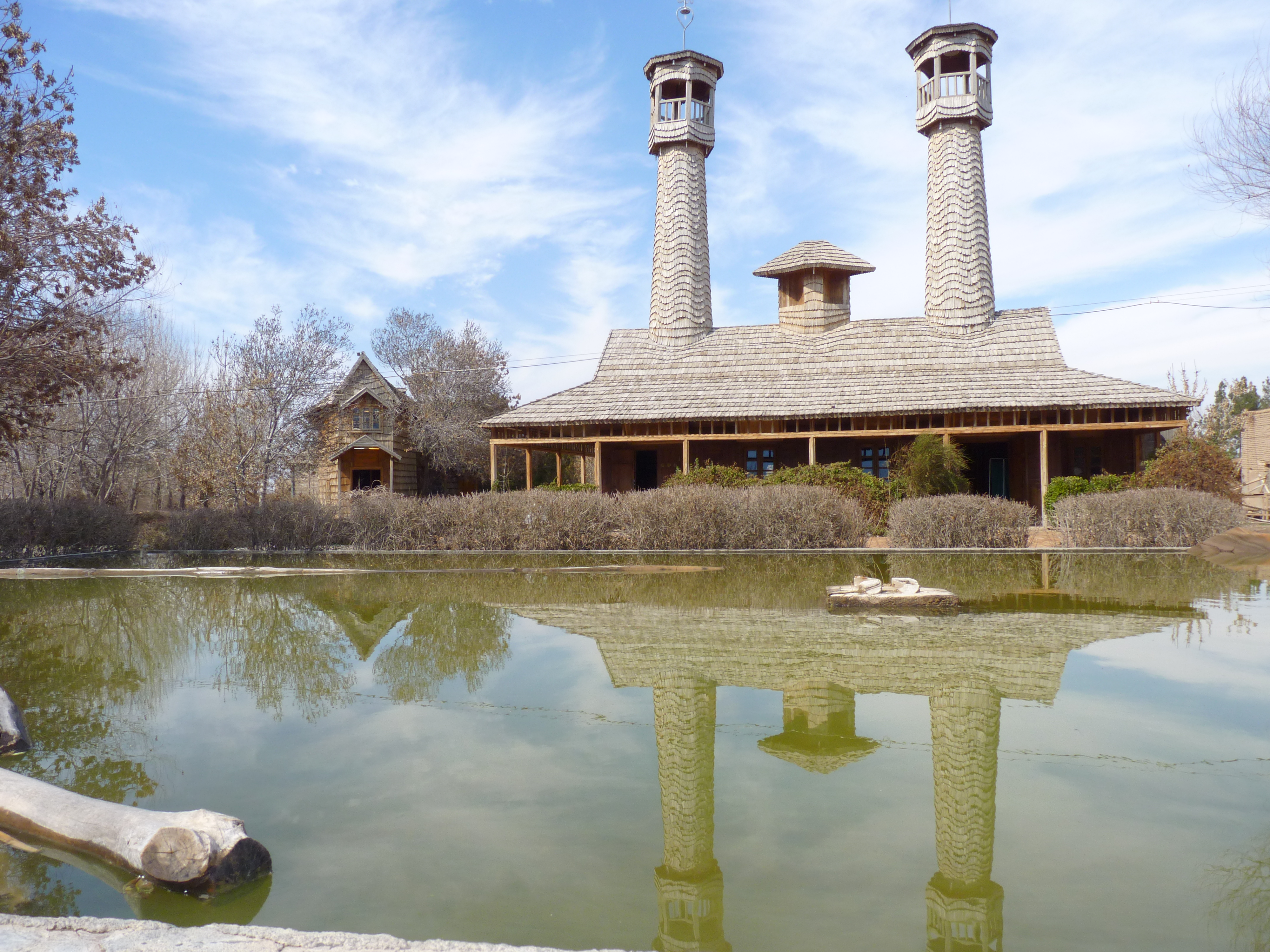
مسجد چوبی

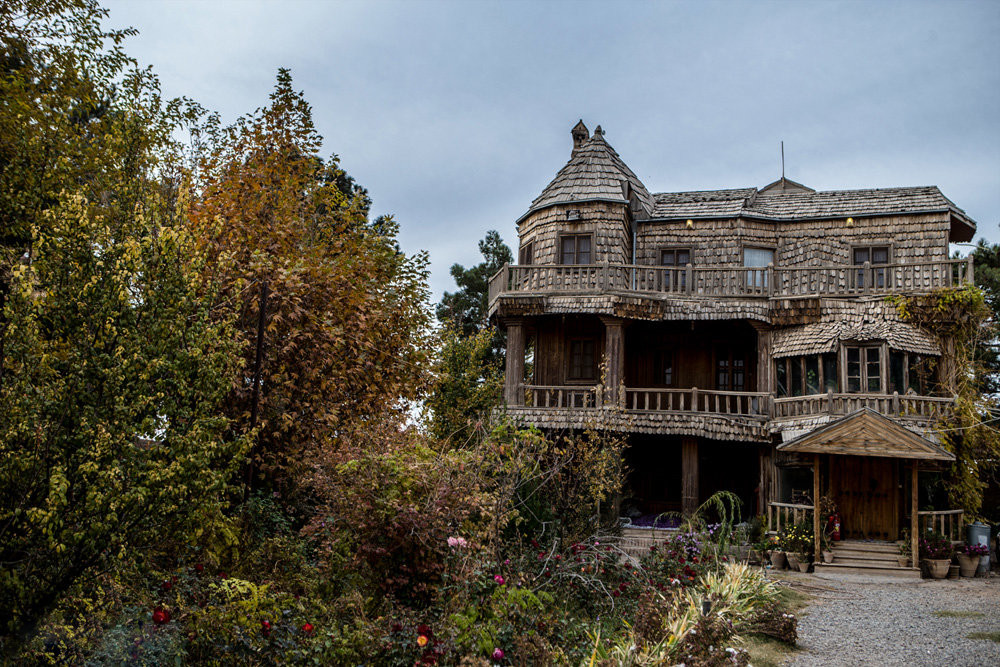
یکی از کلبه‌های چوبی

دهکده چوبین نام محلی است که در یکی از روستاهای نیشابور به نام محمدآباد آقازاده در استان خراسان رضوی واقع در شمال شرقی ایران ساخته شده‌است. این دهکدهٔ چوبی کم نمونه و بی‌همتا در ایران به وسیله حمید مجتهدی (متولد ١٣١٩ و متوفی در پاییز ١٣٩٢) از نوادگان محمد کاظم خراسانی ساخته شده و یکی از دیدنی‌ها و تفرجگاه‌های نیشابور می‌باشد.
نام «دهکده چوبین» برخاسته از ویژگی منحصربه‌فرد سازه‌های آن در استفاده کامل از چوب و بکارگیری روشی نوین در ساخت بناهای آن که برخاسته از پیشینه تاریخی - فرهنگی و متناسب با امکانات و قابلیت‌های اقلیمی وجغرافیایی منطقه است، می‌باشد. دیدنی‌های این دهکده شامل مسجد چوبی، موزه و کتابخانه، رستوران، فروشگاه و نانوایی، آلاچیق، سوئیتها، فضای سبز و اکوسیستم زیبای آن به همراه کشاورزی و دامپروری است.
این مسجد، اولین مسجد چوبی مقاوم در برابر زلزله در جهان می‌باشد. این بنا ۲۰۰ متر مربع وسعت دارد و سقف آن به صورت شیروانی می‌باشد. دو مناره آن ۱۳ متر از سطح زمین ارتفاع و وزن هر یک تقریباً ۴ تن می‌باشد. شکل ظاهری آن به صورت کشتی‌ای وارونه بر زمین است. در ساخت این مسجد که حدود ۲ سال طول کشیده است، ۴۰ تن چوب استفاده شده‌است.
مسجد چوبی این دهکده نه تنها در ایران بلکه در جهان بی‌نظیر است. این مسجد می‌تواند تا ۸ ریشتر زمین لرزه را تحمل کند و بنای آن به گونه‌ای است که تا صدها سال دیگر نیز آسیب نخواهد دید.
اسکلت آن به شیوه Two by Four یا Double L ساخته شده‌است. مناره‌ها به سقف به گونه‌ای اتصال دارند که در داخل مسجد ستونی وجود ندارد.
دیواره‌های آن دوجداره بوده که بین این دو لایه، اسکلت بنا وجود دارد. اسکلت مناره‌ها و سقف و همچنین سقف و دیواره‌ها به روش عنکبوتی اتصال دارند. این نام به دلیل شیوه ساخت آن که مانند تنیدن تار عنکبوت است می‌باشد به‌طوری‌که اتصال مناره‌ها طوری است که وزن آن‌ها به صورت مساوی، ابتدا روی سقف و سپس به دیواره‌ها و از آنجا به زمین منتقل می‌شود. قابل توجه است که از طریق نردبان داخل مناره‌ها می‌توان به بالای مناره دسترسی پیدا کرد. در محل اتصال مناره به سقف، دریچه‌ای تعبیه شده که مانند یک کانال تهویه عمل می‌کند به‌طوری‌که در تابستان هوای گرم و آلوده را از فضای مسجد خارج می‌کند و هوای پاکیزه از طریق بادگیر مخصوصی که در سقف بنا شده، داخل مسجد می‌گردد؛ و به این ترتیب یک تهویه طبیعی انجام می‌پذیرد. دیواره‌ها کمی حالت زاویه‌دار دارند که انتقال وزن را از مناره به زمین ساده‌تر می‌سازد. 
محلی که در آن مسجد ساخته شده بسیار موریانه خیز است، لذا راهکارهای ویژه‌ای در ساخت این مسجد و دیگر بناهای این مجموعه برای جلوگیری از اثرات مخرب چوب خواران به کار گرفته شده‌است. به‌طوری‌که به عنوان نمونه، خانه سازنده مجموعه با عمر بیش از۲۰ سال، از آسیب چوب خواران به دور مانده‌است. برای ماندگاری دراز مدت دیواره‌های خارجی در برابر نزولات آسمانی، چوبهای ویژه با فرآوری خاص استفاده شده‌است. 
کابینت ها، دیواره‌ها و حتی سینی‌های آبدارخانه این مسجد، چوبی است. مسجد دارای یک ایوان بیرونی که کف آن از خشت است می‌باشد. 
برروی دیواره‌های داخلی و بیرونی مسجد به ترتیب تعداد ۷ و ۶ کتیبه زیبا از آیات قرانی به همراه قابهایش از چوب درختان گردو وتوت نصب است. 
در ساختمان و تزیینات داخلی چوبهای مختلفی از درختان مثمر و غیر مثمر مانند انواع کاجها، اشن، سپیدار، گیلاس، گلابی، زبان گنجشک، گردو و توت استفاده شده‌است. نور پردازی ویژه مجموعه، هارمونی ویژه‌ای از رنگهای شاد، در شبها جلوه خاصی دارد.
هدف سازنده این مجموعه، رونق بخشیدن به صنعت گردشگری و نیز احیای نام و یاد مردی است که روزگاری در این مکان به خدمت می‌زیسته است.

### مدیریت
از سال2012 تا کنون، مدیریت دهکده چوبین به عهده دکتر محمدرضا مجتهدی، پسر مهندس حمید مجتهدی، بوده است.

### مستند
سپیدار مستندی است درباره این تلاش پایدار و ماندنی در عرصه فرهنگی سرزمین ایران.